# Dragonja
Dragonja je rijeka koja izvire u Sloveniji kod naselja Popeter, teče sjeverozapadnom Istrom i ulijeva se u Piranski zaljev, Jadransko more. Duga je 28 km i dijelom svoga toka predstavlja granicu između Hrvatske i Slovenije. Površina porječja iznosi 95,6 km2. Dragonja ima 18 desnih i 13 lijevih pritoka. Među njima su najvažnija desna pritoka Pinjevec i lijeva Argila (poganja), druge imaju bujični karakter. Rijeka je nastala spajanjem više potoka u fliškom pobrđu kod Gračišća. Isprva teče jugozapadno, a nizvodno promijeni smjer prema sjeverozapadu.
Dragonja ima kišni riječni režim. Ljeti često presuši, a za vrijeme kišnih razdoblja (obično zimi) vodostaj naglo naraste i rijeka se izlijeva iz svog korita. Srednji ljetni protok pri ušću je 1,8 m3/s. U donjem toku se rijeka napaja iz više stalnih i jakih izvora. Rijeka je duboko urezana u mekanu flišnu podlogu. Kao posljedica trošenja mekanih laporastih slojeva nastali su slapovi kaskadnog tipa i slobodnopadajući slapovi, a rijeku obilježavaju mnogobrojni brzaci, meanderi, virovi i šljunčare. Poznati su slapovi na Škrlima, na pritoku Pasjoku i na potoku Supotu pod Koštobonom i Cingarela na Ardile. U donjem toku Dragonja prelazi u melioriranu naplavnu ravnicu i preusmjerena je u umjetno korito potoka Sv. Odorika, dok po starom koritu u more utječe desni pritok Drnica.
Krajem 19. stoljeća na Dragonji su bile 22 mlinice.
Oko Dragonje može se naći karakteristično vodeno raslinje i vegetacija tipična za krške travnjake. Dragonja je bogata ribom kao što su pastrva, cipal, jegulja itd.

## Vanjske poveznice
|  | Zajednički poslužitelj ima još gradiva o temi Dragonja |